# Haus Krahn
Das Haus Krahn befindet sich in Bremen, Stadtteil Schwachhausen, Ortsteil Schwachhausen, Lüder-von-Bentheim-Straße 51 Ecke Georg-Gröning-Straße 53. Das Wohnhaus wurde 1914 nach Plänen von Carl Krahn gebaut. 
Es steht seit 1981 unter Bremer Denkmalschutz.

## Geschichte
Das zwei- bis dreigeschossige, verputzte Haus mit einem Mansarddach wurde 1913/14 in der Epoche der Jahrhundertwende für den Bauunternehmer G. Krahn gebaut. Das Haus mit dem Souterrain hat einen prägenden Mittelrisalit und einen Anbau mit Veranda an der Georg-Gröning-Straße. 
Der Architekt Carl Krahn hat u. a. in Schwachhausen im traditionellen Stil viele weitere Häuser wie Haus Meyer, Haus Pape, Ensemble Gravelottestraße (Bremer Sanssouci) und das Bremer Logenhaus geplant. 
In der Nachbarschaft stehen weitere denkmalgeschützte (Nr. 10 Haus Pastor D. Funcke, Nr. 23 Haus Heye) und bemerkenswerte (u. a. Nr. 12, 14, 19, 21, 22, 25, 27, 34) Häuser. 
Heute (2023) wird das Haus Krahn als Wohnhaus genutzt. Im Souterrain befindet sich eine Praxis für Physiotherapie.